# جاسم شدیدزاده
جاسم شدیدزاده تمیمی نمایندۀ سابق مجلس شورای اسلامی در دورۀ ششم است. وی با قرار گرفتن در لیست انتخاباتی حزب اصلاح‌طلب جبهه مشارکت ایران اسلامی به مجلس راه یافته بود. وی از شخصیت‌های سیاسی عرب‌های ایرانی است 

و رهبری حزب وفاق اسلامی را بر عهده داشت.